# Macroclinium montis-narae
Macroclinium montis-narae är en orkidéart som beskrevs av Franco Pupulin. Macroclinium montis-narae ingår i släktet Macroclinium och familjen orkidéer.
Artens utbredningsområde är Costa Rica. Inga underarter finns listade i Catalogue of Life.